# The Score (zespół muzyczny)
The Score – zespół muzyczny wyspecjalizowany w rocku alternatywnym, założony w Nowym Jorku, w Stanach Zjednoczonych, w 2011 roku. W skład zespołu wchodzą Eddie Anthony Ramirez (główny wokalista, gitarzysta) i Edan Chai Dover (dodatkowy wokalista, klawiszowiec, producent). Grupa zyskał na popularności w 2015, gdy ich piosenka Oh My Love, znalazła się na liście przebojów UK Singles Chart. Od 2015 mają podpisany kontrakt muzyczny z wytwórnią Republic Records.

## Dyskografia

### Albumy
- 2017: Atlas – złota płyta w Polsce[4]
- 2020: Carry On
- 2022: Metamorph[5]

### Minialbumy
- 2014: The Score EP
- 2014: The Score EP 2
- 2015: Where Do You Run
- 2016: Unstoppable
- 2017: Myths & Legends
- 2017: Stripped
- 2019: Pressure
- 2019: Stay
- 2021: Chrysalis

### Single
- 2012: Dancing Shoes (The Score EP)
- 2012: Don't Wanna Wake Up (The Score EP)
- 2013: Not Just Another Way
- 2014: Better Than One (The Score EP 2)
- 2015: Oh My Love (Where Do You Run EP)
- 2015: Catching Fire
- 2016: Up (Sing Street (Original Motion Picture Soundtrack))
- 2016: Unstoppable (Unstoppable EP) – złota płyta w Polsce[4]
- 2017: Revolution (Myths & Legends EP)
- 2017: Legend (Myths & Legends EP)
- 2017: Never Going Back (ATLAS)
- 2018: Glory (Pressure EP)
- 2018: Stronger (Pressure EP)
- 2018: The Fear (Pressure EP)
- 2019: Stay (Stay EP)
- 2019: Bulletproof
- 2020: Best Part (Carry On)
- 2020: The Champion (Carry On)
- 2020: All Of Me (ft. Travis Barker) (Carry On)
- 2021: Victorious (Chrysalis)
- 2021: Head Up (Chrysalis)
- 2021: Top Of The World (Chrysalis)
- 2021: Feels Good To Be Alive  (Chrysalis)
- 2021: Pull The Cord (Chrysalis)
- 2021: Alarm
- 2021: Big Dreams (ft. FITZ)
- 2022: Enemies
- 2022: Bad Days
- 2023: Deep End
- 2024: Survivor